# Blagajev likovac
Blagajev likovac (lat. Daphne blagayana), nekada zvan i Maslinica, nizak je grm iz porodice vrebinovki (Thymelaeaceae). Endem je Jugoistočne Europe. Zaštićen je u većini zemalja gdje ga se može pronaći, uključujući Hrvatsku, gdje je klasificiran kao osjetljiva vrsta (VU), a od 1952. godine strogo je zaštićen na svim prirodnim nalazištima temeljem Zakona o zaštiti prirode.

## Rasprostranjenost
Blagajev likovac danas se može naći na rijetkim lokalitetima u Sloveniji, Hrvatskoj, Bosni i Hercegovini, zapadnoj Srbiji i sjevernoj Crnoj Gori, sjeveroistočnoj Italiji, a opisan je i u Rumunjskoj i Bugarskoj, Albaniji, Makedoniji i Grčkoj. Raste na dolomitu i vapnencu. Najčešće se može naći na planinskim livadama, na visinama do 1900 metara, a rjeđe u grabovim šumama, na kršu ili svjetlijim crnogoričnim šumama.
U hrvatskoj ga se može naći samo na Žumberačkoj gori (u predjelima uz potok Sušicu, te Samoborskom gorju, među ostalim i na brdu Oštrc gdje je viđen, prvi put u Hrvatskoj, i to 1888. godine) i na Medvednici.

## Opis
Niski je puzajući grm dobro razgranatog korijena i s dlakavim izbojcima i do 30 cm. Listovi su vazdazeleni, kožasti i sjajni, izduženi s malom bodljicom na vrhu. Cvjetovi su u obliku gustog cvata. Cvjeta u travnju i svibnju.

## Otkriće
Otkriven je u okolici mjesta Polhov Gradec u Sloveniji, 1837. godine. Prvi ga je opisao Henrik Freyer, a nazvan je po grofu Rihardu Blagaju, botaničaru i meceni iz Polhoveg Gradeca, koji ju je odnio prijaviti u registar vrsta, nakon što su mu je lokalni ljudi donijeli.
Nalazište ove biljke, 1838. godine, obišao je pruski kralj Fridrik II. Veliki. U spomen na taj događaj grof Blagaj je dao podići obelisk, u podnožju Polhograjskog hribovja, gore na kojoj je nađen prvi primjerak. Zbog toga se danas među stanovnicima tog područja, taj cvijet naziva i Kraljeva roža.

## Vanjske poveznice
- http://www.cvijet.hr/content.aspx?GID=2&id=37  Arhivirana inačica izvorne stranice od 22. travnja 2014. (Wayback Machine)